# Cedar Falls
Cedar Falls je město ve Spojených státech amerických. Nachází se v okrese Black Hawk County ve státě Iowa. Ve městě žije přibližně 41 tisíc obyvatel a jeho rozloha činí 76,7 km². Leží v Cedar Valley. Sousedí s osmým nejlidnatějším městem v Iowě zvaném Waterloo. 
Město bylo založeno roku 1845. Ve městě sídlí University of Northern Iowa. 

## Rodáci
- Gerald Guralnik (1936–2014)
- Marc Andreessen (* 1971) – americký podnikatel, investor, softwarový inženýr a multimilionář